# رانامویسا
رانامویسا (به لاتین: Rannamõisa) یک روستا در استونی است که در دهستان هارکو واقع شده‌است. رانامویسا در سال ۲۰۱۰ میلادی ۶۴۵ نفر جمعیت دارد.